# آية بدير
آية بدير (من مواليد عام 1982 في مونتريال، كندا) هي فنانة إبداعية ومهندسة كندية ولدت في لبنان لأبوين سوريين، كما أنها المؤسسة والرئيسة التنفيذية لشركة ليتل بيتس (بالإنجليزية: littleBits) التي تعتبر مكتبة مفتوحة المصدر تحتوي على وحدات إلكترونية مدمجة مع المغناطيس.